# Ali Benhadj
Pour les articles homonymes, voir Belhadj.
Ne pas confondre avec Ali Belhaj, homme politique marocain.
 (juillet 2011).
Si vous disposez d'ouvrages ou d'articles de référence ou si vous connaissez des sites web de qualité traitant du thème abordé ici, merci de compléter l'article en donnant les références utiles à sa vérifiabilité et en les liant à la section « Notes et références ».
Ali Benhadj (arabe : علي بن حاج), appelé parfois Ali Belhadj, ou encore Ali Ben Hadj, est né en 1956 à Tunis, il est le cofondateur, avec Abbassi Madani, du Front islamique du salut (FIS), parti politique algérien qui milite pour l'instauration d'un État islamique en Algérie.

## Biographie
Ali Benhadj est né à Tunis 16 décembre 1956 au sein d'une famille de réfugiés algériens originaires de Béchar.
Il réside dans un quartier populeux de Kouba, une commune de la wilaya d'Alger. Son éducation est principalement religieuse. Au collège, il reçoit l'enseignement de Abdellatif Soltani, Ahmed Sahnoun et Omar al-Arbaoui, tous trois d'anciens membres de l'Association des oulémas musulmans algériens qui ont refusé de rallier le régime à l'indépendance,.
Ali Benhadj faisait tous ses prêches et discours en arabe classique, mais n'hésitait pas à employer le vocabulaire de l'arabe dialectal algérien pour parler de l'actualité sociale et politique dans les années 1980.
Il prêchait dans les mosquées Al-Sunna à Bab El-Oued et Ibn Badis à Kouba ; dans ses prêches, il appelle à la révolte armée contre le régime algérien qui n'applique pas, à ses yeux, la Charia (la loi coranique) . Proche de Mustafa Bouyali, il est arrêté une première fois en 1984[pourquoi ?]. Après un discours où il appelait les militants islamistes à s'armer, l'armée l'emprisonne en 1991, puis il est relâché par le président Abdelaziz Bouteflika, pour être réincarcéré quelque temps après pour propos dangereux faisant l'apologie du terrorisme[réf. nécessaire]. Il a purgé sa peine de 12 ans d'incarcération. Il n'a pas été amnistié.
Après les émeutes de la semaine du 5 octobre 1988, Ali Benhadj, en tant qu'imam à Bab El-Oued, fait un réquisitoire au moment d'un prêche à la mosquée Sunna dans lequel il revendique que les émeutes sont le fruit de l'échec de la politique algérienne en matière d'éducation, de culture, de justice, d'administration, de politique et de religion. Il s'érige ainsi en porte-parole des émeutiers et promeut sa vision de la politique algérienne, réclamant la mise en œuvre de réformes politiques en Algérie.
Sa popularité a été très forte. Il est considéré[Par qui ?] comme l'un des « prêcheurs de mort » qui ont fait glisser le pays dans une décennie d'hécatombes.
Durant les révolutions du Printemps arabe, il fut de nouveau arrêté entre le 6 et le 9 janvier 2011 puis inculpé d'« atteinte à la sécurité de l'État » et d'« incitation à la rébellion armée » le 19 janvier 2011.
Son fils, Abdelkahar Benhadj, né en 1988, présumé membre d'Al-Qaida au Maghreb islamique (AQMI), aurait été tué le 25 juillet 2011 par l'armée algérienne alors qu'il se dirigeait vers Alger pour préparer un attentat selon El-Watan. Ali Benhadj a par la suite déclaré que son fils ne faisait pas partie des corps de djihadistes qui lui ont été présentés à la morgue de Tizi Ouzou.
Ali Benhadj est arrêté le 1er septembre 2022 pour avoir déclaré que la wilaya d'El Tarf en Algérie est un territoire tunisien depuis les Hafsides, occupé et amputé par la colonisation française et annexé à l'Algérie et réclamé par Bourguiba, ceci dans une vidéo sur Youtube datée du 18 août précédent. Il sera libéré par la suite.

## Ecrits
- al-Ṣāʻidah al-fatīyah min warāʼ al-sujūn al-ʻaskarīyah, 1991, 52 p.
- al-Jabhah al-Islāmīyah lil-Inqādh : al-ṣāʻidah al-fatīyah min warāʼ al-sujūn al-ʻaskarīyah, 1991, 52 p.
- Faṣl al-kalām fī muwājahat ẓulm al-ḥukkām, 1994, 270 p.
- Ghāyat al-murād fī qaḍāyā al-jihād : arbaʻ rasāʼil, 1994, 160 p.
- Ghāyat al-bayān wa-al-tadqīq fī iqāmat al-ḥujjah ʻalá qāḍī al-taḥqīq, 1994, 80 p.
- al-Irshād wa-al-nuṣḥ fī bayān aḥkām al-riddah wa- al-ṣulḥ, 1995, 193 p.
- Min warāʼa al-quḍbān : risālah ilá ʻAbd al-ʻAzīz Būtaflīqah, 2000, 33 p.
- al-Munāẓarah fī ḥukm al-mushārakah al-siyāsīyah wa-al-iʻtiṣām wa-al-muẓāharah bayna al-shaykh ʻAlī ibn al-Ḥājj wa-al-Shaykh ʻAbd al-Mālik Ramaḍānī, 2015, 257 p.